# Василий Иванович Шемячич

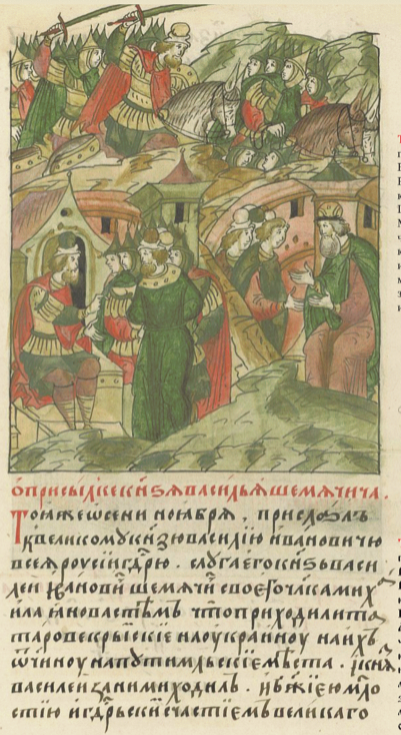
Василий Шемячич посылает слуг к Василию III с известием о приходе татар

Василий Иванович Шемячич (Шемякин) (ум. 10 августа 1529, Москва) — князь Новгород-Северский и Рыльский, удельный князь, внук Димитрия Юрьевича Шемяки, князя Галицкого, 19-е колено из рода Московских великих князей.

## Биография
Отец Василия, Иван Дмитриевич Шемякин, в 1454 году вынужден был бежать в Литву, где получил «в кормление» от Казимира IV Рыльск и Новгород-Северский, которые перешли и к сыну его. Когда в Литве подняли гонение на православную веру, в 1500 году обратился к великому князю московскому с просьбой принять его к себе «в службу и с вотчинами», на что Иван III дал согласие. Массовый переход русских князей из литовского в подданство Москвы послужил причиной новой войны.

### Участие в Молдавском походе
Летом 1497 г. польский король Ян I Ольбрахт задумал поход на Молдавию против господаря Стефана Великого, как ответ на сожжение им Брацлава. В походе намеревался принять участие и Великий князь Литовский Александр Казимирович. Молдавский правитель был союзником Ивана III, поэтому узнав об этом, 19 августа Иван III послал в Литву послов П. Г. Заболоцкого и Ивана Волка Курицына с требованием не нарушать мирного договора, кроме того походу противодействовали местные феодалы, поэтому Александр вернулся обратно, но отправил с Ольбрахтом С. П. Кишку, князей С. И. Стародубского и В. И. Шемячича. Осада молдавской столицы Сучавы закончилась в конце октября поражением польских войск. Сам король укрылся у русских князей, которые в бою так и не участвовали.

### Переход в русское подданство
На рубеже XV—XVI веков в пограничных землях Литвы и Московского государства сложилась ситуация, когда владетели этих земель могли довольно свободно менять своё подданство. Василий Шемячич стал одним из тех князей, которые воспользовались этой возможностью. В апреле 1500 года князь Василий Иванович вместе с князем Семёном Ивановичем Стародубским направили к Ивану III гонца с известием, что хотят перейти на службу к нему вместе с своими волостями. Незадолго до этого на сторону Ивана III перешёл князь Семён Иванович Бельский с вотчиной, города Мценск и Серпейск. Все переходы мотивировались гонениями на православную веру. Эти события вызвали Русско-Литовскую войну.

### Участие вЛитовской войне
8 мая из Москвы двинулся с войсками Яков Захарьич, который вскоре взял Брянск, а затем привел северских князей к крестному целованию. Князья Семен и Василий перешли на сторону Ивана III вместе с огромными владениями. В хронике Быховца дополнительно указывается, что эти князья давно вели переговоры о переходе. В уделах князей Василия и Семёна переход на сторону Москвы был принят с воодушевлением, сопротивление практически не оказывалось. В середине лета основным событием войны стала победа московских войск при Ведроши 14 июля 1500 г. 6 августа 1500 г. войска Якова Захарьича, северских князей Василия и Семена и Мухаммед-Эмина взяли г. Путивль, пленив наместника города князя Богдана Глинского. В 1501 году особенно значительных событий не было, 4 ноября северские князья безуспешно осаждали Мстиславль, при этом было убито до 7 тыс. литовцев. В 1502 году князь Василий участвовал в осаде Смоленска, общее командование осуществлял младший (20 лет) царский сын Дмитрий Иванович Жилка, видимо в войсках сказывалось отсутствие твердой руки. Сообщалось, что многие отряды рассеялись по окрестностям, разоряя и мародерствуя. Осада окончилась неудачей. В ходе мирных переговоров зимой 1502—1503 года литовская сторона настаивала на возвращении Литве Северских земель, Иван III отказывался их вернуть, поэтому переговоры закончились перемирием на основе существующего положения. Северские земли остались под властью Москвы, хотя Литва это и не признала.

### Донос и заточение
В 1509 году между великим князем Василием III и польским королём Сигизмундом I состоялся мирный договор, по которому Шемячич, в числе других князей, перешедших на московскую сторону, написан в сторону великого князя московского, то есть в число «служебных» московских князей. Согласно договору, польский король обязался не посягать на земли князей, перешедших на сторону Москвы:

…такъ же тобе невступатися въ насъ, въ нашу отчизну, въ те городы и вь волости, што за нашими слугами за Княземъ Васильемъ Ивановичомъ Шемячичемъ, и за Княземъ Васильемъ Семеновичомъ, и за Трубецкими Князи и за Масалскими въ городъ вь Рылескъ, зъ волостьми, въ городь Путивль, зъ волостьми, въ городъ Новгородокъ зъ волостьми, въ городъ въ Радогощъ зъ волостьми, въ городъ Черниговъ зъ волостьми, въ городъ Стародубъ зъ волостьми…
Стародубский князь Василий Семенович донес на Василия, что он сносится с Литвой, но Василию Ивановичу удалось оправдаться.
Шемячич участвовал в новой русско-литовской войне, возглавив в 1513 году военный поход на Киев. В 1514 году вместе с Василием Стародубским отражал нападение Мухаммед-Гирея на Стародуб, взяв в плен нескольких крымских «царевичей». В 1517 году разгромил войско крымских татар под Путивлем.
В 1523 году на него опять пали подозрения в измене; он явился в Москву, был сначала обласкан, а 12 мая 1525 года заключен под стражу; у его княгини, привезенной в Москву, отняты были все боярыни, составлявшие её двор. Дело Шемячича считалось тогда делом крупным; о нём говорит в своих записках и Сигизмунд фон Герберштейн. В самой Москве были партии за и против Шемячича. Князь Андрей Михайлович Курбский также вспоминает об этом деле и говорит в пользу «последнего удельного князя на Руси». Василий скончался в заточении в 1529 году.

## Семья
Его жена княгиня Евфимия Щемятичева и её дочери Евфросинья и Марфа после смерти Василия были сосланы в Суздальский Покровский монастырь. Также Шемячич имел сына Ивана, умершего в 1561 году иноком Троице-Сергиева монастыря.